# Phylloscopus proregulus
El mosquitero de Pallas (Phylloscopus proregulus) es una especie de ave paseriforme de la familia Phylloscopidae que vive en Asia.

## Descripción
Es uno de los mosquiteros de menor tamaño; mide entre nueve y diez centímetros de alto y pesa entre cuatro y nueve gramos, por lo que es más pequeño que el mosquitero bilistado y un poco más grande que el reyezuelo sencillo. Su plumaje es de color verdoso en la parte superior y blanco en la inferior, con líneas amarillas sobre las alas, la cabeza y el vientre. Aunque por lo general no le teme a los humanos, su costumbre de anidar entre las copas frondosas de los árboles la convierte en un ave difícil de observar. Su canto consiste en una serie de silbidos y es similar al del canario silvestre, y su llamado suena como "chui".

## Distribución y hábitat
Es un ave migratoria que cría en el sur de Siberia (desde Óblast de Novosibirsk a Óblast de Magadán, por el este), el norte de Mongolia y el noreste de China.  pasa los inviernos en la zona subtropical de China y en el noreste de Indochina.
Habita las zonas de taiga cubiertas de coníferas y en bosques montañosos, y al igual que la mayoría de los mosquiteros, es insectívoro. Construye su nido sobre un árbol, por lo general junto al tronco a una altura de medio a diez metros sobre la superficie; deposita entre cuatro y seis huevos en cada ocasión, que son incubados durante doce a trece días, y los pichones están listos para abandonar el nido a los doce a catorce días de haber nacido.
En invierno utiliza un mayor rango de hábitats, incluyendo bosques de hoja ancha y matorrales, además de las coníferas. Aunque la gran mayoría de individuos de esta especie pasa el invierno al sur de China, sobre las costas del río Yangtsé (donde se los puede ver de octubre a abril), una pequeña cantidad migra hacia Europa Occidental. Llegan a Gran Bretaña entre octubre y noviembre, después de un vuelo de más de cinco mil kilómetros desde el extremo occidental de la zona tradicional de distribución, casi la misma distancia que tendrían que atravesar para llegar a las zonas donde pasan el invierno los ejemplares del sur de China. No se conoce el número exacto de aves europeas, pero en otoño se han avistado hasta trescientas en Gran Bretaña; dado su carácter discreto, este número probablemente sea sólo una parte del total. El mosquitero de Pallas, que en el pasado era considerado un ave accidental, en la actualidad se considera un ave migratoria regular aunque muy escasa, que aprovecha el clima oceánico invernal de Europa para pasar la estación.

## Taxonomía
El nombre del mosquitero de Pallas proviene del zoólogo alemán Peter Simon Pallas, que lo descubrió en el río Ingoda, Siberia, en 1811; el nombre de la especie, proregulus, tiene su origen en el tamaño del ave, similar al del reyezuelo sencillo o  Regulus regulus. En el pasado, se consideraba como un complejo de varias subespecies; además de las especies nominales del norte de Asia, se aceptaban de dos a cuatro subespecies adicionales, que habitarían mucho más al sur, en las altas cumbres del sistema montañoso del Himalaya, en Nepal y China. Aunque su plumaje es muy parecido, el canto y el llamado son diferentes entre sí. Los análisis genéticos también demostraron que se trata de especies diferentes, como se los considera en la actualidad:
- Phylloscopus chloronotus. Himalaya, sudoeste de China. Tres subespecies, P. c. chloronotus, P. c. forresti y P. c. simlaensis.
- Phylloscopus kansuensis. Oeste y centro de China, monotípica.
- Phylloscopus yunnanensis (sin. P. sichuanensis). Oeste de China, monotípica.

De estas aves, es posible que Phylloscopus chloronotus forresti también sea una especie diferente, pero se necesitan más estudios para confirmarlo. Las zonas de distribución del Phylloscopus kansuensis y del Phylloscopus yunnanensis se superponen pero están separadas a nivel ecológico, ya que el primero habita en bosques altos y el segundo, en bosques bajos.